# Aminandre
Aminandre (grec antic: Ἀμύνανδρος, "Amúnandros", llatí: Amynander) fou rei dels athamans (vegeu Athamània) a finals del segle III aC.

## Segona guerra macedònica
Aminandre apareix a la història com a mediador entre la Lliga Etòlia i el Regne de Macedònia l'any 208 aC. La república romana el va informar de la seva intenció d'iniciar una guerra contra Macedònia. Aminandre va mostrar la seva intenció d'estar al costat dels romans. Se li va encarregar d'atreure als etolis i aconseguir una aliança. L'any 198 aC va ocupar Focea i Gomfi i va assolar Tessàlia. Va estar present en una conferència entre Flaminí i Filip V de Macedònia i durant la treva Flaminí el va enviar a Roma. Va tornar poc després i va estar present també a la conferència que va seguir la batalla de Cinoscèfales. Al tractat de pau se li va concedir que conservés la possessió de totes les fortaleses que havia conquerit a Filip durant la guerra.
Es va casar amb Apama filla d'un macedoni anomenat Alexandre Megalopòlites que deia ser descendent d'Alexandre el Gran. A la cort d'Aminandre la va seguir el seu germà gran Filip Megalopòlites.

## Guerra Romano-Síria
El 191 aC La república romana va iniciar la guerra contra Antíoc III el Gran i Aminandre, influït pel seu cunyat Filip Megalopòlites va fer costat a l'Imperi Selèucida. Filip V de Macedònia va envair el regne i Aminandre va haver de fugir, l'any 191 aC cap a Ambràcia. Els romans van exigir als etolis l'extradició, que no va ser concedida i finalment, amb ajut etoli, va recuperar el regne a finals del 190 aC i va enviar ambaixadors a demanar la pau, que es va acordar el 189 aC. Llavors va convèncer els ambraciotes de rendir-se.
Va morir un temps després però no se sap la data. D'Aminandre en parlen Polibi, Titus Livi i Appià.